# 남궁진영
남궁진영은 대한민국의 가수다. 2017년 싱글 《월화수목금토일》로 데뷔했다.

## 방송
- 가스펠스타C 3 (2013) - Top10